# فيلدياغيركوربس
فيلديجركوربس (بالألمانية: Feldjägerkorps) ( تُلفظ بالألمانية: [ˈfɛlt.jɛːɡɐˌkoːɐ̯] ) الشرطة العسكرية المنظمة في الجيش الألماني الفيرماخت خلال الحرب العالمية الثانية. تم تشكيلها في 27 نوفمبر 1943 من قدامى المحاربين وموظفي خدمة الدوريات. تم تشكيل هذا الفيلق من ثلاثة Commands (الأول والثاني والثالث) ، والتي قدمت تقاريرها مباشرة إلى فيلهلم كايتل.
تم تقسيم هذا إلى 30 (سترايفن) دوريات، والتي كانت مقرها 12 ميلا وراء الخطوط الأمامية على الجبهة.

## التاريخ
بحلول عام 1943، تحولت الحرب العالمية الثانية ضد ألمانيا وكانت الروح المعنوية بين قوات خط المواجهة تتراجع. حتى هذا الوقت، كان يتم الاعتماد على فيلهلم كايتل وجاهايما فيدبوليتزاي في محاولة لكبح جماح الفاريين من الخدمة والحفاظ على الانضباط داخل الجيش، ومع ذلك كان لهؤلاء الرجال واجبات أخرى كذلك وكان الوضع خارج عن السيطرة. في نوفمبر 1943، تم إنشاء تشكيل جديد - Feldjägerkorps. من أجل أن تكون مؤهلاً للخدمة، كان على الجنود الحصول على خبرة قتالية على خط المواجهة لمدة 3 سنوات على الأقل وحصلوا على صليب حديدي من الدرجة الثانية.

## مهمة
جاءت سلطة Feldjägerkorps مباشرة من القيادة العليا للجيش الألماني، وعلى هذا النحو، كان الجندي الأقل رتبة يحمل نظريًا سلطة أكثر من ضباط الجيش. يتمتع الضابط القائد في Feldjägerkommando بنفس مستوى سلطة قائد الجيش الذي يتمتع بسلطة معاقبة أي جندي في أي فرع من فروع الخدمة (تشمل فافن إس إس).
تعمل Feldjägerkorps بموازاة الخط الأمامي وما يقرب من 12-15 ميلًا خلفه. واجباتهم الأساسية هي:
- الحفاظ على النظام والانضباط
- منع التراجع
- تجميع الشاردين وجمعهم في نقاط التجميع، حيث يمكن تجميعهم في وحدات مخصصة
- التحقق من سفر الجنود و/ أو تصاريح المغادرة في نقاط المغادرة
- جمع أسرى الحرب (PoWs) وتسليمهم إلى السلطات المختصة.

بعد استسلام ألمانيا، ظل أفراد Feldjägerkommando يحملون السلاح وتحت تصرف الجيش الأمريكي من أجل الحفاظ على الانضباط بين الألمان. استسلم Feldjägerkommando وسلمو اسلحتهم أخيرًا بشكل رسمي إلى الحلفاء في 23 يونيو 1946.

## قائمة المراجع
- Williamson، Gordon؛ Vuksic، Velimir (2002). German Security and Police Soldier 1939-45. أوسبري للنشر. ISBN:1-84176-416-7.  Williamson، Gordon؛ Vuksic، Velimir (2002). German Security and Police Soldier 1939-45. أوسبري للنشر. ISBN:1-84176-416-7.  Williamson، Gordon؛ Vuksic، Velimir (2002). German Security and Police Soldier 1939-45. أوسبري للنشر. ISBN:1-84176-416-7.
- Williamson، Gordon؛ Volstad، Ron (1989). German Military Police Units 1939–45. London: أوسبري للنشر. ISBN:0-85045-902-8.  Williamson، Gordon؛ Volstad، Ron (1989). German Military Police Units 1939–45. London: أوسبري للنشر. ISBN:0-85045-902-8.  Williamson، Gordon؛ Volstad، Ron (1989). German Military Police Units 1939–45. London: أوسبري للنشر. ISBN:0-85045-902-8.